# Борба срещу тютюнопушенето в Нацистка Германия
Борбата срещу тютюнопушенето в Нацистка Германия е първата в историята държавна програма за борба с тютюнопушенето. 
През 20 век са подети много обществени кампании срещу тютюнопушенето в различни страни, но за първи път правителство на държава се включва в такава кампания в Германия след идването на власт на националсоциалистите. Много от ползваните методи в тази кампания са възприети постфактум от различни правителства в борбата срещу тютюнопушенето.
НСДАП категорично се обявява срещу тютюнопушенето, превръщайки партийната си кауза в национална и държавна. Начело на кампанията е фюрерът, който публично демонстрира личното си отвращение към тютюна, свързвайки го по аналогия с антисемитизма (виж отровната гъба) и расизма. 
Адолф Хитлер насърчава научните изследвания за ефектите от тютюнопушенето и го въвежда като приоритет в германската наука.  Германските лекари първи откриват връзката между пушенето и рака на белите дробове.
Държавната програма включва забрана за пушене в трамваи, автобуси и влакове, ограничаване на броя на цигарите във войнишките дажби във Вермахта и увеличаване на акциза върху цигарите и тютюневите изделия. В цялата страна е организирана пропагандна разяснителна кампания за вредата от тютюнопушенето и в полза на спирането на тютюнопушенето.  Същевременно са въведени ограничителни мерки за рекламиране на тютюневи изделия и за забрана за тютюнопушенето в ресторанти и кафенета. Набляга се на факта, че преди откриването на Америка старият свят се е развивал и живял без тютюнев дим. Въпреки тези мерки, употребата на тютюневи изделия нараства, но намалява темпът на нарастване на потреблението им в сравнение с предходния период от Ваймарската република. След войната германските власти продължават провеждането на тази държавна политика от времето на Третия Райх, като много други страни заимстват пионерското дело.